# Фрамери
Фрамери (на френски: Frameries) е селище в Югозападна Белгия, окръг Монс на провинция Ено. Населението му е около 20 600 души (2006).